# اورشولت
اورشولت (به انگلیسی: Eversholt) یک روستا و محله مدنی در بریتانیا است که در Central Bedfordshire واقع شده‌است. اورشولت ۴۴۲ نفر جمعیت دارد.